# Sibilarizacija
Sibilarizacija je glasovna promjena u hrvatskom jeziku gdje se suglasnici k, g, i h u nekim oblicima ispred i mijenjaju u c, z, i s. To je drugi i češći naziv za drugu i treću palatalizaciju.

## Primjeri sibilarizacije
Sibilarizacija se provodi u sljedećim primjerima:
- u dativa i lokativu jednine imenica ženskog roda

majka – majci; jaruga – jaruzi; snaha – snasi, noga – nozi, ruka – ruci
- u nominativu i vokativu množine imenica muškog roda

junak – junaci, krčag – krčazi, vuk – vuci, propuh – propusi
- u dativu, lokativu i instrumentalu množine imenica muškog roda:

junacima, krčazima
- u imperativu

peci, teci, lezi, strizi
- u nesvršenih glagola prema svršenima

dignuti – dizati, uzdahnuti – uzdisati

## Odstupanja od sibilarizacije
Sibilarizacija se ne provodi u sljedećim primjerima:
U nominativu imenica muškoga roda:
- kod jednosložnih posuđenica

Bask – Baski, bronh – bronhi, erg – ergi
- kod množinskih toponima

Čehi, Novaki (Česi, Novaci)
- kod nekih prezimena koja nisu istovjetna s apelativima (općim imenicama) standardnog jezika

Debeljaki, Piceki
- kod osobnih i životinjskih imena s dva suglasnika isped nastavka

Srećko – Srećki, Zelenko – Zelenki
- kod imenice s nepostojanim a u završetku -cak

natucak – natucki
U dativu i lokativu imenica muškog roda ženske sklonidbe:
- kod odmilica ili hipokoristika

baka – bakin, seka – sekin, braco – bracin, zeko – zeki, striko – striki
- kod riječi s jednosuglasničkim završetkom osnove

deka – deki, kuka – kuki, kolega – kolegi, pjega – pjegi, zaliha – zalihi
- kod imena i prezimena

Jelka – Jelki, Luka – Luki, Jadranka – Jadranki
- kod imenica sa završetkom -cka, -čka, -ćka, -ska, -tka, -zga

kocka – kocki, točka – točki, praćka – praćki, pljuska – pljuski, patka – patki, mazga – mazgi
- kod nekih zemljopisnih imena

Krka – Krki, Kartaga – Kartagi
- kod imenica sa sufiksom -ka kojima osnova završava sonantom

intelektualka – intelektualki, kajkavka – kajkavki, srednjoškolka – srednjoškolki

## Dvostrukosti kod sibilarizacije
Dublete kod sibilarizacije:
- u nominativu množine nekih tuđica muškoga roda

flamingo – flaminzi – flamingi
- u nominativu množine prezimena čiji je izraz istovjetan s nekom općom imenicom muškoga roda

Beg – Begi – Bezi, Duh – Duhi – Dusi
- u nominativu množine imenica s nepostojanim a u završetku -čak, -ćak, -đak muškoga roda

mačak – mački – mačci, oplećak – oplećki – oplećci, omeđak – omećki – omećci
- u dativu i lokativu nekih zemljopisnih imena ženskoga roda s jednosuglasničkim završetkom osnove

Lika – Lici – Liki
- u dativu i lokativu nekih zemljopisnih imena na -ska, -ška

Aljaska – Aljaski – Aljasci, Gradiška – Gradiški – Gradišci
- u dativu i lokativu nekih imenica sa završecima -ska, -tka, vka

guska – guski – gusci, bitka – bitki – bitci, travka – travci – travki